# Drei-Kaiser-Dîner
Das Drei-Kaiser-Dîner (französisch Dîner des trois empereurs) war ein Bankett, das am 7. Juni 1867 im Café Anglais in Paris stattfand. Es bestand aus 16 Gängen mit 8 Weinen und dauerte über 8 Stunden.

## Überblick

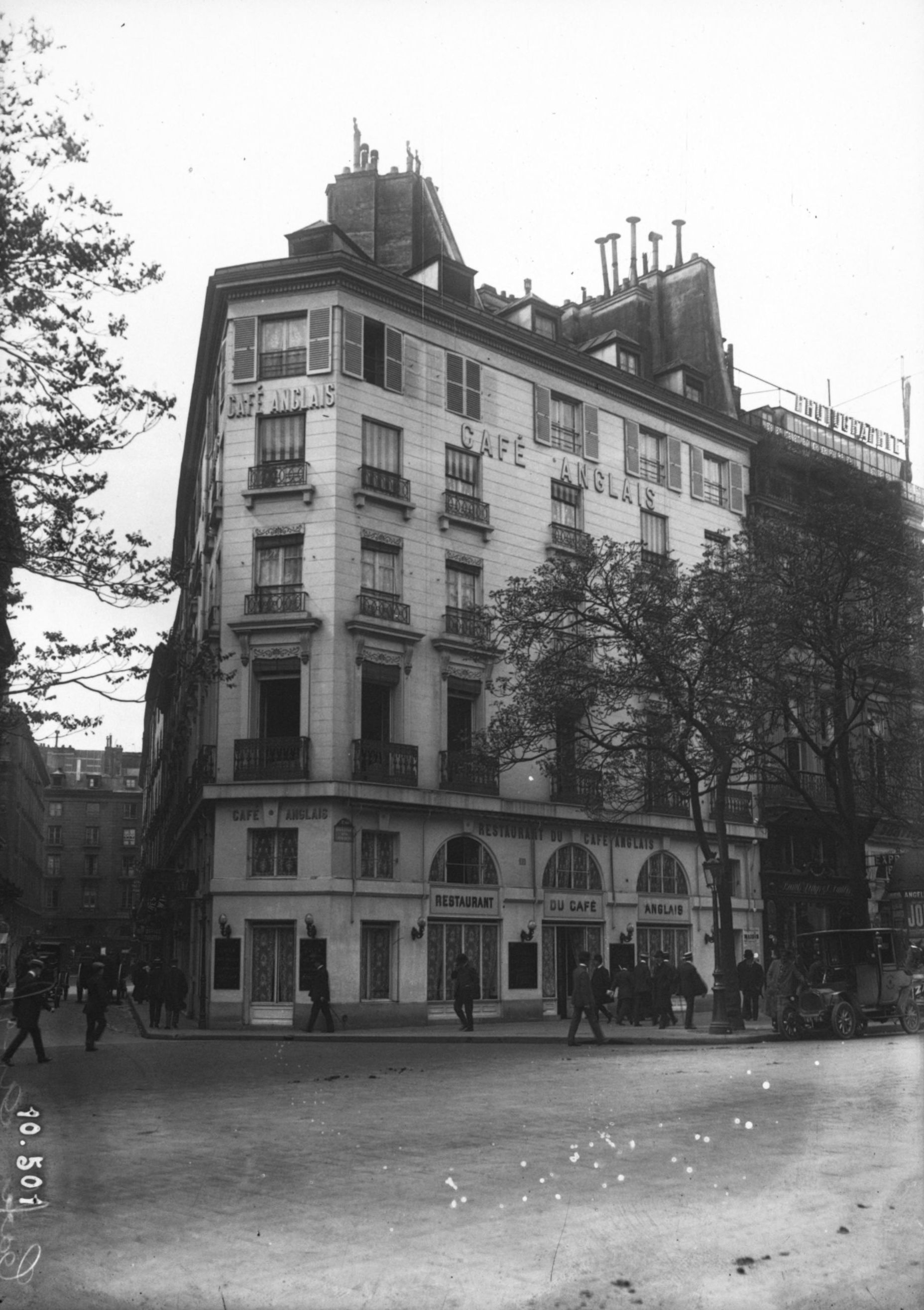
Café Anglais 1913
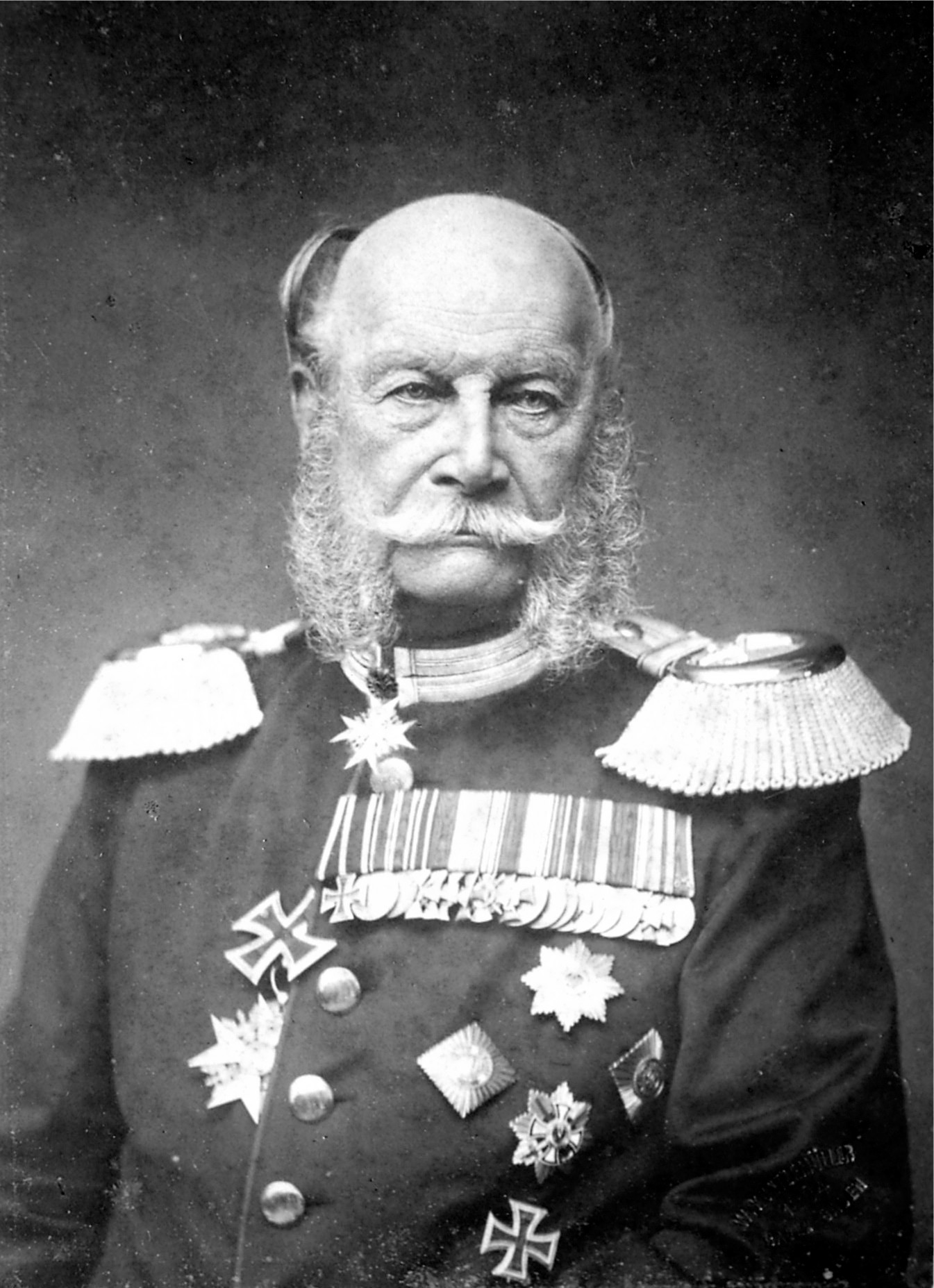
Wilhelm I. von Preußen
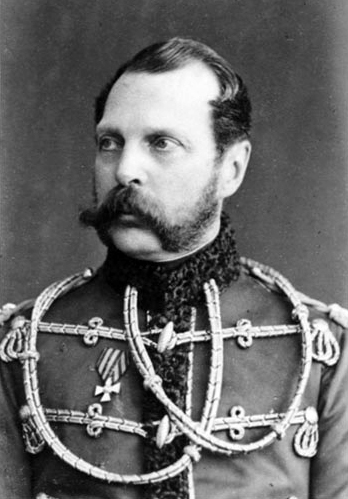
Alexander II.
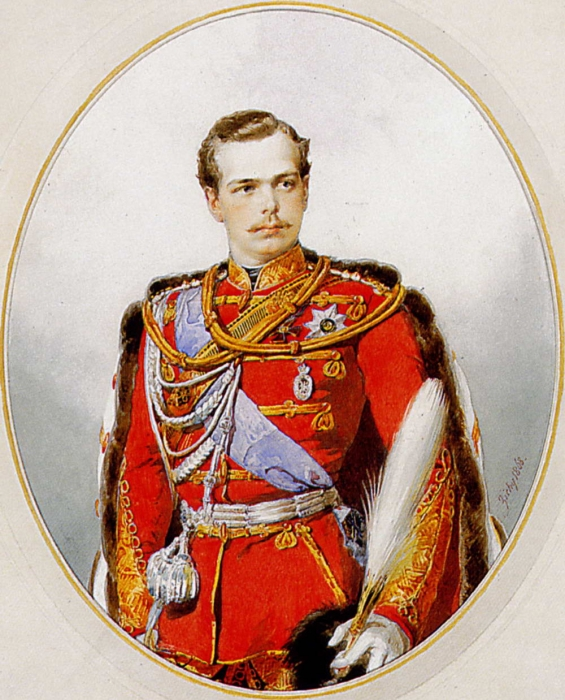
Zarewitsch Alexander
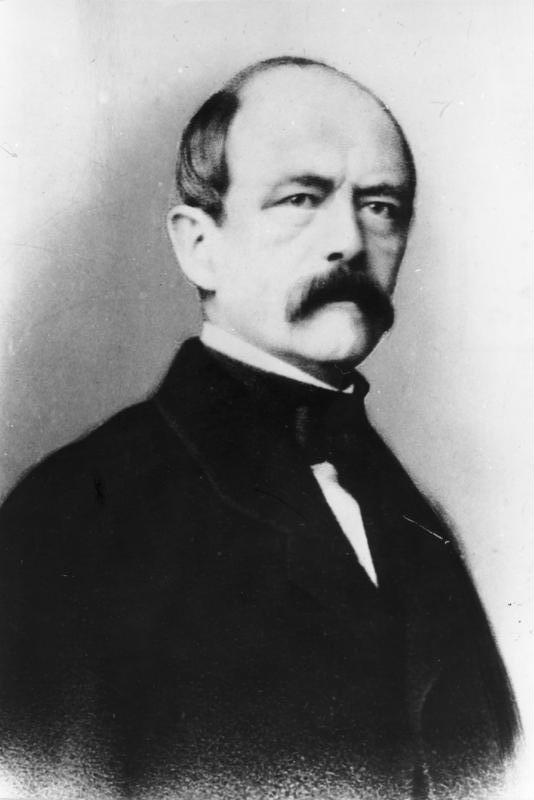
Otto von Bismarck

Das Drei-Kaiser-Dîner wurde von Küchenchef Adolphe Dugléré auf Bestellung von König Wilhelm I. von Preußen zubereitet, der das Café Anglais während der Weltausstellung 1867 in Paris frequentierte. Er verlangte ein Mahl für sich und seine Gäste, Zar Alexander II. von Russland, dessen Sohn, den Zarewitsch (und späteren Zar Alexander III.), sowie (den seinerzeitigen Grafen und preußischen Ministerpräsidenten) Otto von Bismarck, das denkwürdig sein sollte und für das keine Kosten gescheut werden sollten. Der Kellermeister, Claudius Burdel, wurde angewiesen, die Gerichte mit den großartigsten Weinen der Welt zu begleiten (ein Madeira, ein Sherry, ein Burgunder, vier Bordeaux-Weine, und ein einzelner Perlwein), einschließlich eines Roederer-Champagners in einer Bleiglasflasche, damit der Zar die Bläschen und die goldene Farbe bewundern könne. Die Kosten des Mahles betrugen 400 Francs pro Person (nach heutigem Wert über ca. 9.000,- €), der hohe Preis der Weine entsprach dem des Essens. Es wird berichtet, dass Zar Alexander II. um ein Uhr nachts bedauerte, dass keine Foie gras serviert wurde. Burdel erklärte, dass es in der französischen Küche nicht üblich sei, im Juni Foie gras zu essen. Der Zar war mit dieser Antwort zufrieden. Jedem Monarchen wurde im folgenden Oktober eine Terrine Foie gras als ein Geschenk übersandt.
Der Tisch, an dem das Bankett stattfand, sowie eine Menükarte, werden heute im Restaurant La Tour d’Argent in Paris ausgestellt.

## Speisenfolge
MENU

Potages

Impératrice

Fontanges

Relevés

Soufflé à la reine

Filets de sole à la vénitienne

Escalope de turbot au gratin

Selle de mouton purée Bretonne

Entrées

Poulet à la portugaise

Pâté chaud de cailles

Homard à la parisienne

Digérer

Sorbets au champagne

Rôts

Canetons à la rouennaise

Ortolans sur canapés

Entremets

Aubergines à l’espagnole

Asperges en branches

Cassolette princesse

Dessert

Bombe glacée

Fruit

VINS

Madère retour de l’Inde 1810

Xérès 1821

Châteaux d’Yquem 1847

Chambertin 1846

Châteaux Margaux 1847

Château Latour 1847

Châteaux Lafite 1848

Champagne Roederer frappé
Potages  (Suppen)
- Die Potage Impériatrice besteht aus mit Tapioka eingedickter Hühnerbrühe mit Eigelb und Sahne, darin eine pochierte Farce aus Hühnerfleisch, Hahnenkamm, Hähnchennieren und grünen Erbsen.
- Die Potage Fontanges ist ein Püree aus frischen Erbsen verdünnt mit einer Consommé unter Beifügung einer Chiffonade von Ampfer und Kerbel.

Relevés (Hauptgänge)
- Ein Souffé à la Reine ist ein Hühner-Soufflé mit Trüffeln.
- Filets de Sole à la Vénitienne sind Seezungen-Filets, wobei eine Sauce Vénitienne eine Soße aus  Weißwein, Estragon-Essig, Schalotten und Kerbel, aufmontiert mit Butter und angerichtet mit gehacktem Kerbel und Estragon ist.
- Escalope de Turbot au Gratin ist gratiniertes Schnitzel von Steinbutt.
- Selle de Mouton purée Bretonne ist Lammrücken mit einem Püree aus Puffbohnen, das mit einer Bretonischen Sauce (eine Velouté mit Zwiebeln, Lauch, Keimlingen, Pilzen, Sahne und mit Butter aufmontiert) gebunden wird.

Entrées (Zwischengänge)
- Ein Poulet à la Portugaise ist ein ganzes mit einer Adobo-Marinade (bestehend aus Tomate, rote Paprika, Knoblauch, Oregano, Paprikapulver, Cayennepfeffer, braunem Zucker, Limettensaft, Weißwein, Hühnerbrühe und Olivenöl) gebratenes Hühnchen, das mit Tomaten-Reis gefüllt wurde.
- Eine Pâté chaud de Cailles ist eine warme Terrine aus Wachteln.
- Der Homard à la Parisienne ist ein Hummer, der in einer Bouillon gekocht wurde und in Scheiben geschnitten mit Aspik glasiert serviert wird, mit einer Beilage aus Tomaten, die wiederum mit gemischten Gemüsen (Macédoine) gefüllt sind, angerichtet mit einer Mayonnaise-Aspik-Mixtur, dekoriert mit Trüffel-Hobeln.

Erholungsgang
- Champagner–Sorbet.

Gebratenes
- Canetons à la Rouennaise ist Ente auf Rouener Art, serviert mit einer Sauce rouennaise, die aus dem Fleischsaft und Blut der Ente besteht.
- Ortolans sur Canapés sind Fettammern auf gerösteten Weißbrotscheiben.

Gemüsegerichte
- Aubergines à l’Espagnole ist ein Gericht aus Auberginenschalen, die mit gehackter Aubergine, Tomaten und Schinken gefüllt sind und mit Gruyère-Käse überbacken werden.
- Asperges en Branches ist Stangenspargel.
- Eine Cassolette Princesse (auch bekannt unter der Bezeichnung „Cassolette Argenteuil“) ist ein Auflauf mit einem Rand aus Herzoginkartoffeln und einer Füllung aus Spargel in Sahnesauce.

Dessert / Nachspeise
- Eisbombe und Früchte.[1]

## Nach-Schöpfung
Der australische Küchenchef Shannon Bennett versuchte 2002, das Bankett zu wiederholen. Er benötigte sechs Monate für die Planung und musste einige Änderungen vornehmen, da einige Ingredienzien und Weine heute nicht mehr verfügbar sind. Selbst unter Verwendung möglichst nahekommender Zutaten und Weine betrugen die Kosten für das Essen 7.500 Australische Dollar pro Person.
Die Australian Broadcasting Corporation (ABC) sendete im Jahr 2003 eine Dokumentation unter dem Titel Three Emperor Dinner über das originale Bankett und die moderne Nach-Kochung.